# Качамак
Качамак (тур. kaçamak) је врста традиционалног јела спремљеног обично од кукурузног брашна. Спада у традиционална јела у Србији, Црној Гори, Босни и Херцеговини, Бугарској, Македонији и Турској.
Слично јело се спрема свуда у свету, а познато је под именом палента или полента. У Хрватској и Словенији јело је познато као мамаљига, жгањци или пура, док становници Америке ову врсту укусне каше називају гритс.

## Качамак и палента
Постоје мишљења да су качамак и палента називи за исто јело, али многи сматрају да су ово заправо два различита јела. Према њима, разлика је у томе што се палента прави од кукурузног гриза или од жутог кукурузног брашна, док се качамак прави од белог кукурузног брашна.

## Етимологија
Реч „качамак” потиче из турског језика, од речи kaçamak, што значи каша.
Реч „полента“ или палента потиче из латинског језика (polenta) и означава свако ољуштено и здробљено зрно, посебно јечам (јечмено брашно). Изведена је од латинске речи pollen, „фини прах“, а корен речи налази се у латинској речи pulvis, односно "прашина".

## Историја
Иако је често мишљење да је качамак настао на просторима Балкана, истраживања показују да се ово јело настало у северној Италији, где се служило као сеоско јело. Кукуруз је у Европу стигао пре око 500 година, а на Балкан тек у 17. веку, док се на трпезама у Јужној и Северној Америци налази веома дуго.

### Качамак у Србији
Према старим записима качамак је, у источној Србији на пример, за време поста често замењивао хлеб. У време кад није био пост, имућнији сељаци су качамак умакали у истопљен путер или маст, у којима је било и надробљеног сира. Они најимућнији качамак су умакали у загрејану спржу (традиционално јело из Јужне Србије). Качамак се служило директно на софри, око које су се окупљали чланови породице. Одмах би приносили тигањ у коме би била згрејана кавурма или сир и сви чланови породице би умакали качамак у тај тигањ.
У прошлости се у Хомољу качамак припремао само у благдане, поводом сеоских слава и заветина. Поједини сиромашни сељани радили су за надницу од једног килограма белог кукурузног брашна. Тајна спремања хомољског качамака је својеврстан мираз који девојке носе са собом у нову кућу приликом удаје.

## Карактеристике јела
Качамак је веома здраво јело. Не садржи глутен, а богато је минералима и витаминима који су неопходни нормалном функционисању људског организма. Могу га конзумирати сви, без обзира на узраст, а идеалан је и за мале бебе. Препоручује се и особама које желе да се здраво хране или смање килажу, јер 100 г овог јела садржи око 370 калорија. Још једна предност качамака је лака и једноставна примена.

### Нутритивне вредности кукуруза
Захваљујући високом садржају влакана храна припремљена од кукуруза, односно кукурузног брашна подстиче рад црева, док кукурузне мекиње утичу на смањење триглицерида у крви. Наравно, уколико се не служе уз друге, висококалоричне намирнице. Нутриционисти тврде да на тај начин кукурузне мекиње штите срце. Резултати једне студије коју су спровели стручњаци Државног универзитета у Илиноису показали су да је код мушкараца који су имали претежно нискокалоричну исхрану и свакодневно уносили 20 грама кукурузних мекиња после шест недеља забележен пад нивоа триглицерида од чак 13 одсто чиме је, пошто је реч о масноћама у крви, смањен ризик од појаве разних болести срца. У контролној групи, где су учесници узимали исту количину пшеничних мекиња, није било побољшања.
Детаљне нутриционистичке анализе током 20. века потврдиле су присуство бројних корисних супстанци у семену кукуруза. Растворљива влакна из зрна кукуруза везују се за холестерол и практично га „износе" из организма. Одличан је извор влакана, витамина Ц. Од млевених зрна прави се укусан хлеб, проја, качамак, колачи, а из кукурузних клица добија се врло хранљиво и лековито уље. Печен или куван клип кукуруза права је посластица, а кувана зрна кукуруза шећерца додају се у разне укусне салате.

## Припрема качамака
Припрема качамака је веома једноставна, па ово јело могу припремати и они са најмање искуства у кухињи. За основни рецепт потребно је само кукурузно брашно, вода и со.

### Старински рецепт за качамак из источне Србије
Састојци (за мању количину):
- 3 веће кутлаче белог кукурузног брашна
- 1,5 л воде
- соли по укусу

Припрема:
Традиционални качамак се припрема од белог кукурузног брашна, млевеног у воденици поточари.
У већи суд сипати 1,5 л воде, додати соли по укусу и ставити на штедњак да вода проври. У проврелу воду додати брашно које не треба мешати. Брашно треба да остане на површини воде као купа. У средини те купе од брашна направити варјачом рупу и пустити да лагано ври 20-30 минута. веома је важно да при кувању има довољно воде, јер ће у противном качамак да загори. Брашно ће се у кључалој води кувати и постепено смањивати. Када брашно сасвим нестане са површине, онда почиње мешање, најбоље дрвеном кашиком.
Готов качамак треба пребацити на специјалну даску, на којој се и служи. Згуснута маса сече се на комаде концем или дрвеним ножем.

## Служење
Слично јело се спрема свуда у свету, а често се служи са прилозима попут сира, свињске масти, пржена сланине, чварака, спржа (специјалитет са југа Србије),поврћа, киселог млека, кајмака, или за слатку варијанту шећера или меда.
Врућ качамак може се традиционално послужити и преливен различитим преливима:
- Качамак прелити млеком и посолити,
- У тигању загрејати неколико кашика масти, додати перца младог лука или празилук, мало алеве паприке и уз мешање кратко пропржити, прелити преко качамака и одозго намрвити сир
- У тигању загрејати неколико кашика масти, додати млевену паприку и прелити преко качамака[6]

Качамак добро иде и уз бећар паприкаш и пржено месо, а права је посластица уз хладно печење и пржени сир.

## Занимљивости
Качамак је слично пасти, макаронама или проји у почетку био сиротињско јело само са брашном и водом односно само тестенина. У савременом кулинарству сва поменута јела постају "специјалитети" у зависности од додатака и прелива. Тако и качамак уз: сир (крављи, козји,овчији), качкаваљ, кисело млеко, суво месо, сланину или чварке и разне салате постаје и гурманска храна.
Поред речи качамак и палента користе се називи: мамаљуга, жганци пура.